# Nebelwerfer

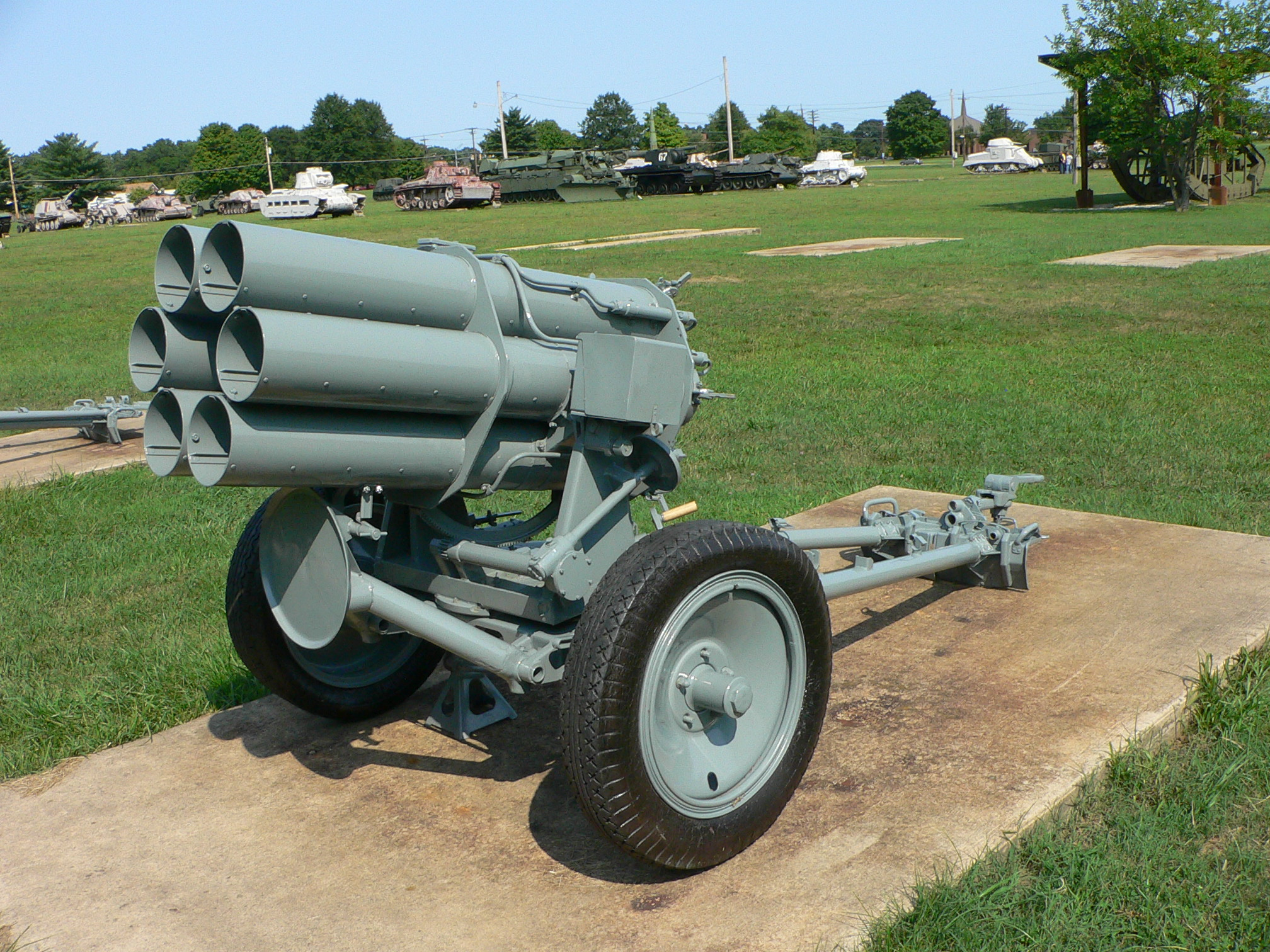
Um Nebelwerfer 41

O Nebelwerfer, que é a palavra alemã para "lançador de fumaça" é um lançador de foguetes que foi desenvolvido na década de 30 e foi largamente utilizado pelas tropas alemãs durante a invasão da União Soviética, graças a sua eficiência contra infantaria e alvos leves. Precursor dos modernos lança-foguetes, o Nebelwerfer demonstrou também a eficácia do choque psicológico que esse tipo de arma causa às fileiras inimigas. O seu único problema: um grande rastro de fumaça (daí seu nome, "lançador de fumaça") surgia após o disparo da bateria de mísseis, obrigando a equipe de artilheiros a reposicionar rapidamente a peça, para evitar fogo de contrabateria. Ganhou versões diferenciadas durante a guerra: o Nebelwerfer-41, o Nebelwerfer-42 e o Werfergranate 21, sendo as duas primeiras variações terra-terra e a última ar-ar. Era usado contra alvos em terra.